# Litawcowa
Litawcowa – polana na głównym grzbiecie Pasma Radziejowej w Beskidzie Sądeckim. Znajduje się na przełęczy Obidza i południowych stokach pod tą przełęczą. W dolnym końcu polany ma swoje źródło potok Biała Woda. Niegdyś były to łąki Łemków z miejscowości Biała Woda. Po ich wysiedleniu w ramach Akcji Wisła część łąk została zalesiona, niezalesiony pozostał tylko wąski pas na grzbiecie. Więcej tych łąk znajduje się na grzbiecie opadającym od Małego Rogacza do Białej Wody. Są to tzw. Ruskie Łąki. Na zachodnich obrzeżach Polany Litawcowej znajduje się stary i rozrośnięty buk, a na nim tabliczki szlaków turystycznych. Krzyżują się tutaj dwa szlaki turystyki pieszej. Polana Litawcowa jest dobrym punktem widokowym na Pieniny, widoczny jest stąd również łańcuch Tatr.
Litawcowa znajduje się w granicach wsi Jaworki w województwie małopolskim, w powiecie nowotarskim, w gminie miejsko-wiejskiej Szczawnica.

## Piesze szlaki turystyczne
czerwony: Piwniczna-Zdrój – Przełęcz Gromadzka – Litawcowa – Ruski Wierch – dolina Białej Wody – Jaworki
 niebieski, odcinek: przełęcz Rozdziele – Szczob – Przełęcz Gromadzka – Mały Rogacz – Wielki Rogacz.

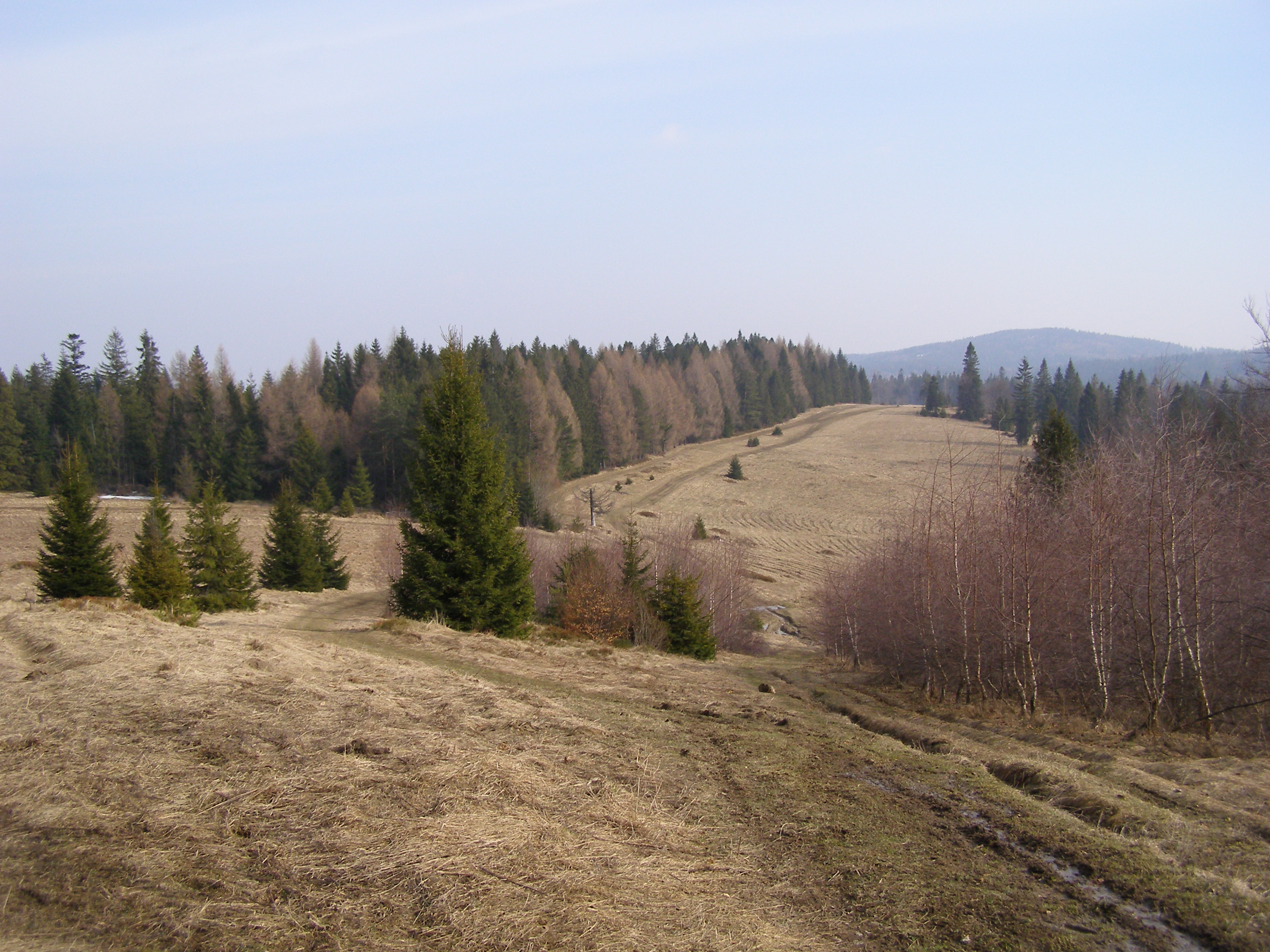
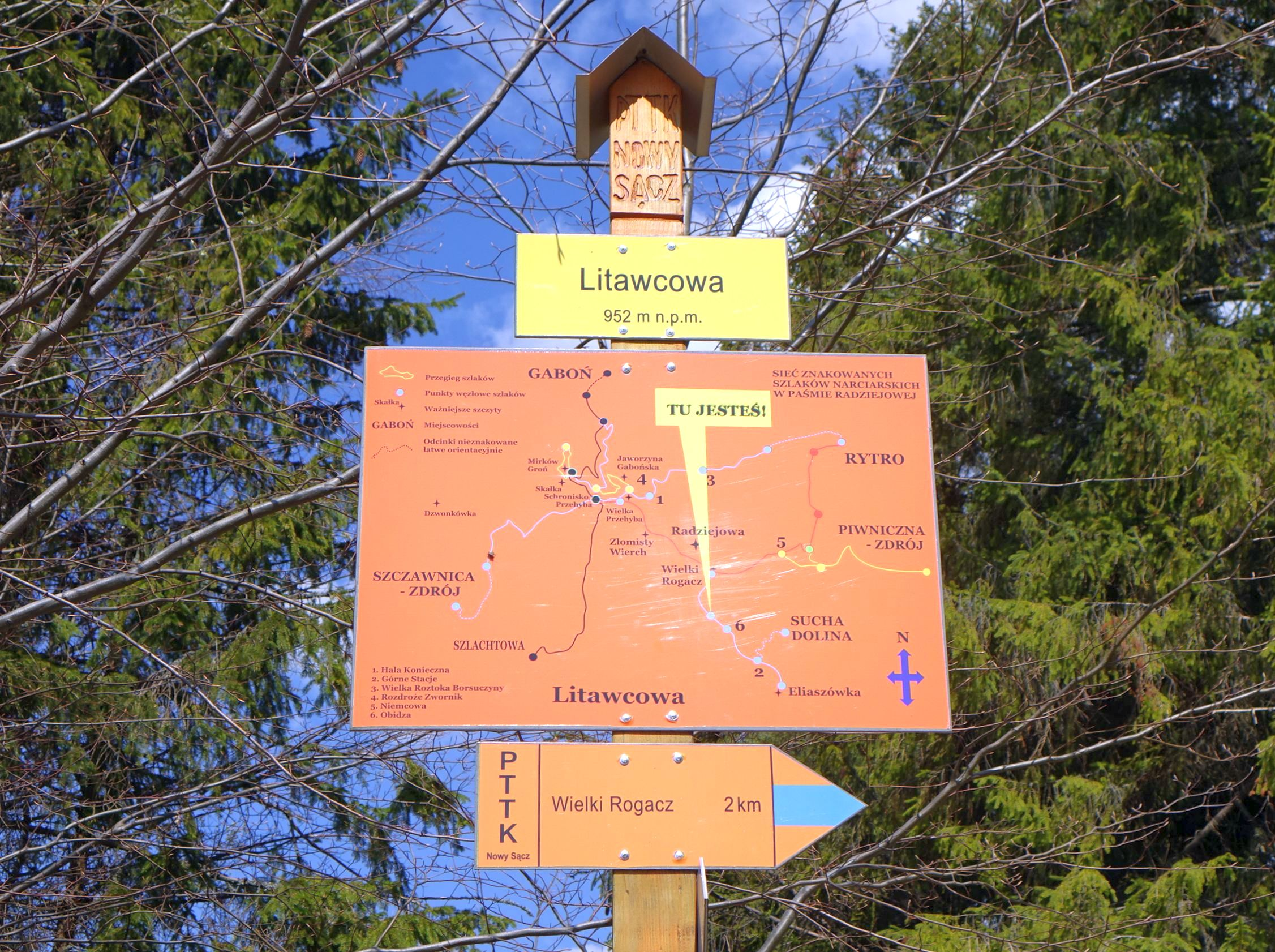
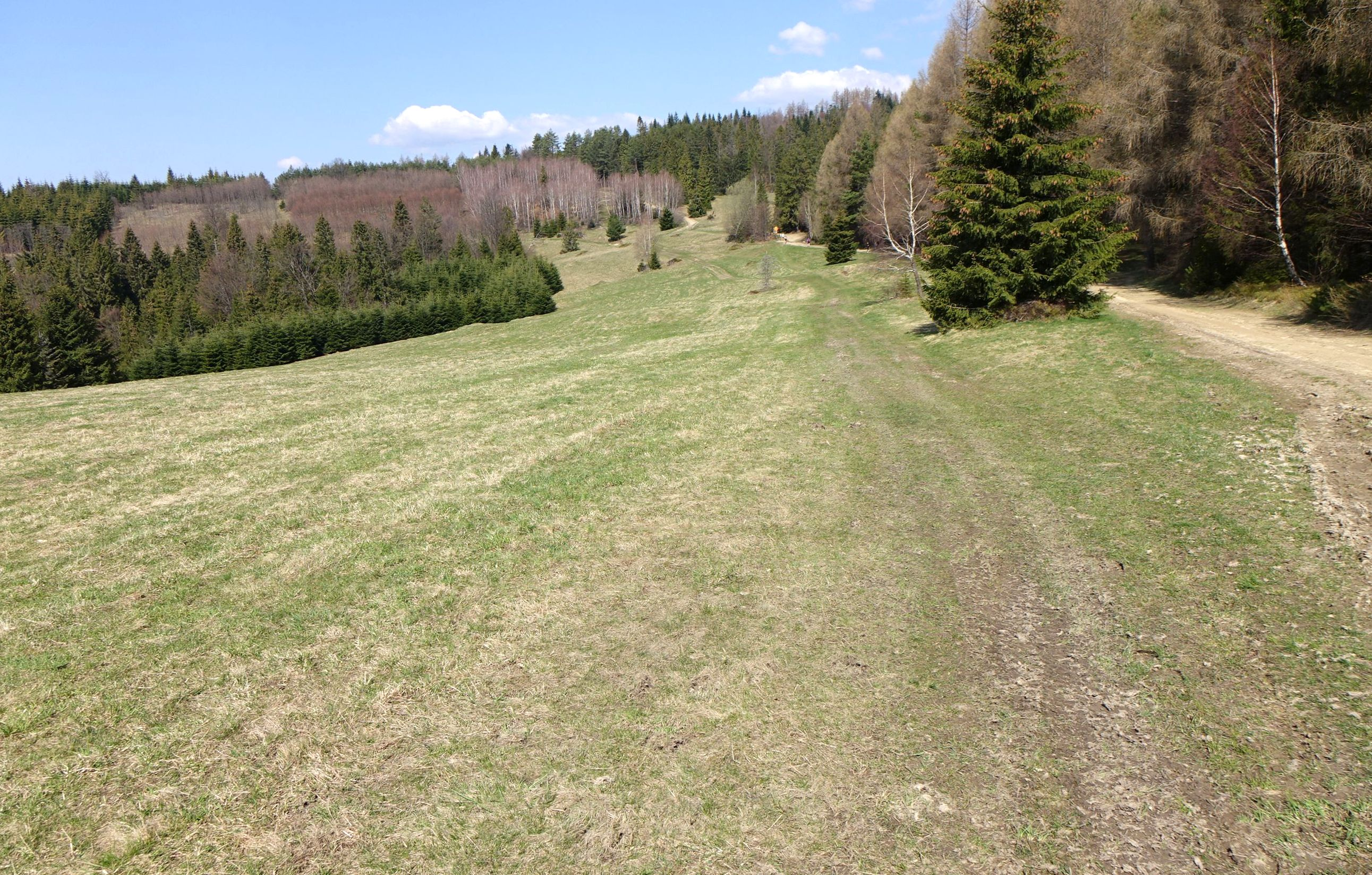